# Prsní svaly

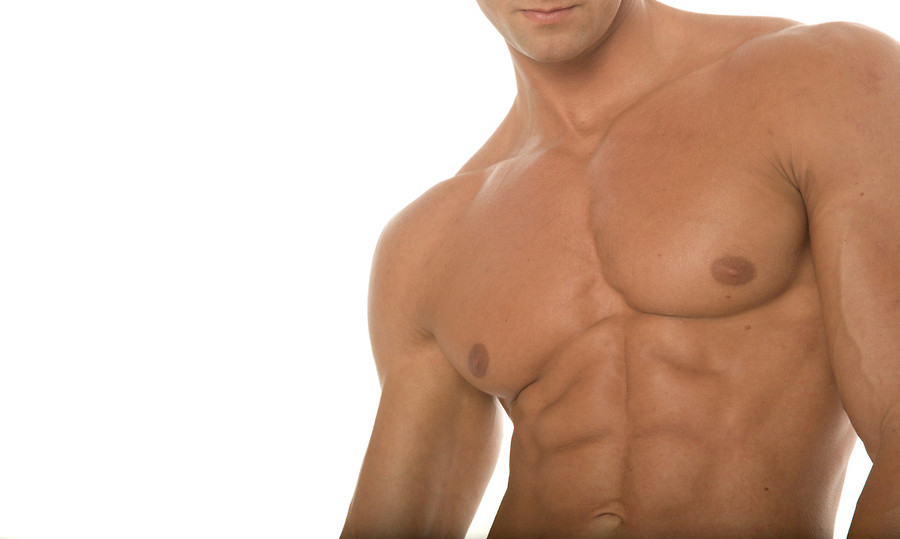
Mužský trup s dobře patrným obrysem velkých prsních svalů

Prsní svaly jsou dvojího typu: velký prsní sval (musculus pectoralis major) a malý prsní sval (musculus pectoralis minor).

## Velký prsní sval
Patří mezi největší ploché svaly v těle, začíná od vnitřní třetiny klíčku (část klíčková). Od kosti hrudní a přilehlých chrupavek pravých žeber (část hrudníko-žeberní) a od pochvy přímého svalu břišního (část břišní). Z tohoto začátku se masité snopce sbíhají k podpažní jamce, jejíž přední ohraničení tvoří úponová část svalu.
Krátká silná šlacha se upíná na hranu velkého hrbolu kosti pažní. Při úponu dochází k určitému překrývání snopců svalu. Část klíčková překrývá zbylé dvě části a díky tomu má úponová šlacha podobu písmene U.

### Funkce
Kontrakce celého svalu provádí připažení. Spolu se širokým svalem zádovým je nejmohutnější adduktorem vzpažené horní končetiny.
Při shybu přitahuje spolu s širokým svalem zádovým a ve spolupráci s dolní částí pilovitého svalu předního a svalu trapézového trup k hrazdě.
Klíčková část se účastní předpažení, břišní část velkého prsního svalu se uplatní při depresi ramene. Mnohdy napomáhá při vdechu a řadí se tak k tzv. pomocným svalům dýchacím.

## Malý prsní sval
Tento sval je plochý trojúhelníkový sval překrytý velkým svalem prsním.
Začíná na předním okraji kostěné části druhého až pátého žebra, vystupuje zevně strmě nahoru a upíná se na výběžek hákovitý.
Od mediálního okraje svalu se táhne ke svalu podklíčkovému a klíčku silná povázka klíčkoprsní.

### Funkce
Deprese a protakce ramene. Při fixované lopatce zdvihá žebra a také jako velký sval prsní patří k pomocným svalům dýchacím.